# Oberliga Sud
L'Oberliga Sud va ser la màxima categoria de futbol al sud de la RFA entre els anys 1945 fins la creació de la Lliga alemanya de futbol el 1963. Cobria els estats de Baviera, Baden-Württemberg i Hessen.
La lliga va ser creada l'any 1945 com el nivell de futbol més alt als estats del Sud d'Alemanya, que en aquell moment formava part de la zona d'ocupació dels Estats Units. No menys de 16 clubs van ser elegits per a la nova lliga, la qual va ser tot un èxit per les primeres condicions de la postguerra. En aquesta etapa, els clubs de les parts del sud-oest de Baden i Württemberg no eren elegibles per competir-hi, ja que tenien la seu a la zona d'ocupació francesa i havien de jugar a l'Oberliga Sud-oest (grup Sud), on hi van romandre fins al 1950, quan es va fer definitiva la separació del sud i el sud-oest. Va substituir les diverses Gauliga que havien existit fins al 1945 a la regió:
- Gauliga Baden (sense els clubs de la meitat sud)
- Gauliga Bayern
- Gauliga Kurhessen
- Gauliga Hessen-Nassau
- Gauliga Württemberg

A més de l'Oberliga Sud, altres quatre van ser creades, les quals eren:
- Oberliga Nord (formada el 1947)
- Oberliga Oest (formada el 1947)
- Oberliga Berlín (formada el 1945, originalment amb clubs de Berlín Oest i Est)
- Oberliga Sud-oest (formada el 1945)

Per sota de l'Oberliga es va crear la Landesliga de Hessen, Bayern, Württemberg i Nordbaden, i Südbaden. A partir de 1950 es creà la 2. Oberliga Süd com a categoria intermèdia entre l'Oberliga i la Landesliga. Amb la reintroducció del campionat alemany el 1948, el guanyador i el subcampió de l'Oberliga Sud van passar a la final del torneig amb els altres campions de l'Oberliga.

## Membres fundadors
- VfB Stuttgart
- 1. FC Nürnberg
- Stuttgarter Kickers
- TSV Schwaben Augsburg
- SV Waldhof Mannheim
- FC Bayern München
- FC Schweinfurt 05
- BC Augsburg
- TSV 1860 München
- FSV Frankfurt
- Eintracht Frankfurt
- Kickers Offenbach
- SpVgg Fürth
- VfR Mannheim
- Phönix Karlsruhe
- Karlsruher FV

## Desaparició de l'Oberliga
Amb la introducció de la Lliga alemanya de futbol, cinc equips de l'Oberliga Sud van ser admesos a la nova Bundesliga. Els altres equips van anar a la nova Regionalliga Sud, una de les cinc noves segones divisions. Els equips admesos a la Bundesliga van ser:
- TSV 1860 München
- 1. FC Nürnberg
- Eintracht Frankfurt
- Karlsruher SC
- VfB Stuttgart

Els equips admesos a la Regionalliga van ser:
- FC Bayern München
- Kickers Offenbach
- TSG Ulm 1846
- SpVgg Fürth
- Hessen Kassel
- 1. FC Schweinfurt 05
- VfR Mannheim
- FC Bayern Hof
- SSV Reutlingen
- TSV Schwaben Augsburg
- BC Augsburg

El tercer equip classificat a la lliga de 1963, el FC Bayern München, no fou admès a la Bundesliga perquè l'Associació Alemanya no volia dos equips de la mateixa ciutat.
El sistema de classificació per a la nova lliga fou bastant complex. Es van tenir en compte les posicions de lliga dels clubs que jugaven a l'Oberliga durant les últimes deu temporades, per la qual cosa els resultats del 1952 al 1955 es van comptar una vegada, els resultats del 1955 al 1959 es van comptar el doble i els resultats del 1959 al 1963 el triple. Un primer lloc va obtenir 16 punts, un setze lloc un punt. Les aparicions al campionat alemany o a les finals de la DFB-Pokal també van ser recompensades amb punts. Els cinc campions de l'Oberliga de la temporada 1962-63 van tenir accés directe a la Bundesliga. Tot plegat, 46 clubs van sol·licitar les 16 places disponibles de la Bundesliga.
Seguint aquest sistema, l'11 de gener de 1963, la DFB va anunciar nou clubs fixos per a la nova lliga i va reduir els clubs elegibles per als set llocs restants a 20. Els clubs de la mateixa Oberliga que estaven separats per menys de 50 punts es van considerar en igualtat de rang i es va utilitzar la posició 1962-63 per determinar l'equip classificat.
Quinze clubs de l'Oberliga Sud van sol·licitar ser membre de la Bundesliga. 1. FC Nürnberg i Eintracht Frankfurt es van classificar abans d'hora. Karlsruher SC i VfB Stuttgart obtingueren la tercera i quarta plaça per puntuació final. Kickers Offenbach i FC Bayern München van perdre la plaça en favor de TSV 1860 München qui guanyà la lliga de la temporada 1962-63.
Taula de punts:
| Posició | Club                  | Punts 1952 a 1963 | Posició 1962-63 |
| ------- | --------------------- | ----------------- | --------------- |
| 1       | 1. FC Nürnberg        | 447               | 2               |
| 2       | Eintracht Frankfurt   | 420               | 4               |
| 3       | Karlsruher SC         | 419               | 5               |
| 4       | VfB Stuttgart         | 408               | 6               |
| 5       | Kickers Offenbach     | 382               | 7               |
| 6       | FC Bayern München     | 288               | 3               |
| 7       | TSV 1860 München      | 229               | 1               |
| 8       | VfR Mannheim          | 227               | 12              |
| 9       | SpVgg Fürth           | 224               | 9               |
| 10      | 1. FC Schweinfurt 05  | 185               | 11              |
| 11      | FC Bayern Hof         | 90                | 13              |
| 12      | TSV Schwaben Augsburg | 61                | 15              |
| 13      | KSV Hessen Kassel     | 36                | 10              |

| Club classificat per a la nova Bundesliga. |

1. 1 2  Un dels nou clubs seleccionats l'11 de gener de 1963.
2. 1 2 3 4 5  Un dels 20 clubs que arribaren a la selecció final.
3. 1 2 3 4 5 6  Un dels 15 candidats que van ser eliminats de la selecció final.

## Palmarès
Font:
| Temporada | Campió                  | Subcampió           |
| --------- | ----------------------- | ------------------- |
| 1945-46   | VfB Stuttgart (1)       | 1. FC Nürnberg      |
| 1946-47   | 1. FC Nürnberg (1)      | SV Waldhof Mannheim |
| 1947-48   | 1. FC Nürnberg (2)      | TSV 1860 München    |
| 1948-49   | Kickers Offenbach (1)   | VfR Mannheim        |
| 1949-50   | SpVgg Fürth (1)         | VfB Stuttgart       |
| 1950-51   | 1. FC Nürnberg (3)      | SpVgg Fürth         |
| 1951-52   | VfB Stuttgart (2)       | 1. FC Nürnberg      |
| 1952-53   | Eintracht Frankfurt (1) | VfB Stuttgart       |
| 1953-54   | VfB Stuttgart (3)       | Eintracht Frankfurt |
| 1954-55   | Kickers Offenbach (2)   | SSV Reutlingen      |
| 1955-56   | Karlsruher SC (1)       | VfB Stuttgart       |
| 1956-57   | 1. FC Nürnberg (4)      | Kickers Offenbach   |
| 1957-58   | Karlsruher SC (2)       | 1. FC Nürnberg      |
| 1958-59   | Eintracht Frankfurt (2) | Kickers Offenbach   |
| 1959-60   | Karlsruher SC (3)       | Kickers Offenbach   |
| 1960-61   | 1. FC Nürnberg (5)      | Eintracht Frankfurt |
| 1961-62   | 1. FC Nürnberg (6)      | Eintracht Frankfurt |
| 1962-63   | TSV 1860 München (1)    | 1. FC Nürnberg      |

- En negreta els equips que guanyaren el Campionat alemany aquella temporada.